# Echinopodium bejaranoi
Echinopodium bejaranoi är en tvåvingeart som beskrevs av Duret 1974. Echinopodium bejaranoi ingår i släktet Echinopodium och familjen svampmyggor. Inga underarter finns listade i Catalogue of Life.